# Oriolles
Oriolles é uma comuna francesa na região administrativa da Nova Aquitânia, no departamento de Charente. Estende-se por uma área de 18,30 km². Em 2010 a comuna tinha 260 habitantes (densidade: 14,2 hab./km²).